# Ormen Lange (Gasfeld)
Ormen Lange ist der Name eines Erdgas- und Kondensatfeldes auf dem norwegischen Kontinentalschelf. Es liegt etwa 120 Kilometer nordwestlich von Kristiansund. Das Gasfeld ist nach dem berühmten Langboot Ormurin langi von Olav Tryggvason, einem norwegischen Wikingerkönig des 10. Jahrhunderts benannt.

## Geschichte
Das Gasfeld wurde im Jahr 1997 entdeckt und die Produktion wurde im September 2007 gestartet. Während das Projekt Ormen Lange in der Projektentwicklungsphase von Norsk Hydro vorangetrieben wurde, übernahm Shell am 1. Dezember 2007 den Betrieb.

## Reserven

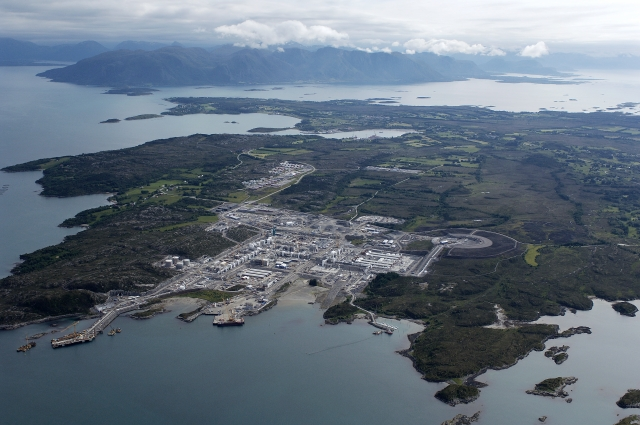
Nyhamna, die Verarbeitungsanlage von Ormen Lange

Bei einer Ausbeutungszeit von 30 bis 40 Jahren wurde die Gesamtkapazität auf 397 Milliarden Standardkubikmeter, das heißt unter Normbedingungen bei einer Temperatur von 0 Grad Celsius und 1013,25 Hektopascal, geschätzt. Nachdem die Förderleistung in den ersten zwei bis drei Jahren gesteigert wurde, werden heute 70 Millionen Standardkubikmeter pro Tag gefördert.

## Technische Beschreibung
Das Gasfeld kommt ohne sichtbare Installationen wie Förderplattformen aus. Die komplette Infrastruktur von Ormen Lange ist in einer Tiefe von 800 bis 1100 Meter auf dem Meeresgrund verankert. Gas und Kondensat werden über zwei Pipelines zur Verarbeitung nach Nyhamna auf der Insel Gossa bei Aukra transportiert. Danach wird das Gas über die Langeled Pipeline über eine Entfernung von 1166 Kilometern nach England gepumpt.
Die Gesamtkosten des Projektes wurden auf 66 Milliarden Kronen (etwa 8,5 Milliarden Euro) geschätzt.

## Anteilseigner
- Statoil: 28,9 %
- Shell: 17,0 %
- Petoro: 36,5 %
- DONG Energy: 10,3 %
- ExxonMobil: 7,2 %